# スタディオ・シルヴィオ・ピオラ (ヴェルチェッリ)
スタディオ・シルヴィオ・ピオラ（Stadio Silvio Piola）は、イタリア・ピエモンテ州ヴェルチェッリにあるサッカースタジアム。FCプロ・ヴェルチェッリがホームスタジアムとしている。

## 概要
スタジアムの名称は、元イタリア代表の名選手でプロ・ヴェルチェッリでキャリアをスタートさせたシルヴィオ・ピオラが由来。
2011年にピッチを人工芝に改修。
2012-2013シーズンから、プロ・ヴェルチェッリは65シーズンぶりにセリエBを戦うことになったが、シーズン序盤はピアチェンツァのスタジアムであるスタディオ・レオナルド・ガリッリで試合を行った。